# Педро Карлос де Бурбон
Дон Педро Карлос де Бурбон (18 июня 1786, Аранхуэс, Мадрид — 4 июля 1812, Рио-де-Жанейро) — инфант Испании и Португалии. Единственный выживший сын инфанта Испании Габриэля и инфанты Португалии Марианны Виктории. Внук короля Испании Карла III по отцовской линии и короля Португалии Педру III по материнской.

## Биография
Педро Карлос осиротел в возрасте двух лет, когда его родители умерли от оспы в 1788 году. Когда в том же году умер и король Карл III, его преемник Карл IV отправил ребёнка на воспитание в Португалию к его бабушке, королеве Марии I. На самом деле королева Мария I беспокоилась о вопросе наследования, поскольку на тот момент Педро Карлос был её единственным внуком. С этого момента он также стал инфантом Португалии.
Педро Карлос унаследовал большое состояние от своего отца и был тепло встречен в Португалии. В 1792 году его бабушка была официально объявлена безумной, а её сын Жуан VI, дядя Педро Карлоса, стал регентом Португалии.
Когда в 1807 году португальской королевской семье пришлось покинуть Португалию из-за франко-испанского вторжения во главе с Наполеоном Бонапартом, Педро Карлос уехал 29 ноября на борту Príncipe Real в Бразилию со своей бабушкой и дядьями. Они прибыли в Сальвадор-де-Баия 2 января 1808 года и направились оттуда в Рио-де-Жанейро, где инфанте поселился во дворце Кинта-да-Боа-Виста.
В Бразилии Педро Карлос обручился со своей кузиной Марией Терезой, принцессой Бейры, дочерью короля Испании Жуана VI и Карлоты Жоакины Испанской; они поженились 13 мая 1810 года в Рио-де-Жанейро. У пары был один ребёнок:
- Инфант Себастьян де Бурбон (4 ноября 1811 — 11 января 1875)

Их брак, который продолжался всего два года до смерти Педро Карлоса, был очень счастливым. Педро Карлос заболел оспой и умер 4 июля 1812 года в Альто-да-Боа-Виста.